# Alonsoa minor
Alonsoa minor är en flenörtsväxtart som beskrevs av Edwin. Alonsoa minor ingår i släktet eldblommor, och familjen flenörtsväxter. Inga underarter finns listade i Catalogue of Life.